# Predator 2
Predator 2 is een Amerikaanse sciencefiction-actiefilm uit 1990, geregisseerd door Stephen Hopkins. De film is een vervolg op Predator (1987), waarin Arnold Schwarzenegger speelde. In Predator 2 neemt Danny Glover de hoofdrol op zich. Ook de rest van de acteurs is vrijwel geheel vernieuwd ten opzichte van de vorige film. Alleen acteur Kevin Peter Hall keert in de film weer terug in de rol van de Predator.

## Verhaal
Predator 2 speelt in 1997, in Los Angeles. De stad zucht onder een hittegolf en een oorlog tussen drugsbendes en de politie. Bij aanvang van de film raken agenten Leona Cantrell, Danny Archuleta en hun baas luitenant Mike Harrigan betrokken bij een zwaar vuurgevecht met een Colombiaanse drugsbende. De agenten slagen erin de leden van deze bende een gebouw in te dwingen. Wanneer Harrigan hen achterna gaat, ontdekt hij dat iets of iemand de drugsdealers heeft gedood. Harrigan vangt even een glimp op van het silhouet van een groot, humanoïde wezen, maar kan niet goed zien wat het is.
Het wezen dat Harrigan gezien heeft is een Predator, die naar de aarde is gekomen op zoek naar waardige trofeeën. Hij mengt zich in het conflict tussen de politie en de drugsbendes. Zo vermoordt hij een groot aantal Jamaicaanse drugsdealers wanneer die komen afrekenen met hun Colombiaanse concurrenten. Archuleta wordt ook door het beest gedood, waardoor Harrigan zich met de jacht op de predator gaat bemoeien, samen met speciaal agent Peter Keyes en Jerry "The Lone Ranger" Lambert. De drie vinden een wapen en brengen dit naar een patholoog. Die kan het materiaal waar het wapen van gemaakt is niet identificeren.
Harrigan bezoekt de Jamaicaanse drugsbaron King Willie, die reeds vermoedt dat hun gezamenlijke tegenstander niet van deze wereld is. Kort na hun gesprek wordt King Willie door de Predator onthoofd. Niet veel later zijn Cantrell en Lambert getuige van hoe de Predator een metro aanvalt. Ze kunnen de meeste passagiers in veiligheid brengen, maar Lambert wordt gedood. De Predator richt zijn aandacht ook even op Cantrell, maar laat haar met rust wanneer hij door zijn infrarood zicht ziet dat ze zwanger is.
Harris begint een patroon te ontdekken; de Predator valt alleen gewapende mensen aan. Keyes doet ondertussen wat onderzoek, en stuit op de verhalen van Alan "Dutch" Schaeffer en zijn team van commando’s, die tien jaar eerder ook door een Predator werden aangevallen. Keyes wil de Predator levend vangen om hem te bestuderen, en mogelijk te profiteren van zijn geavanceerde technologie. Gewapend met een cryogeen wapen zetten hij en zijn mannen een val voor het wezen in een slachthuis. De Predator laat zich echter niet verrassen en doodt het hele team.
Harrigan arriveert op tijd ter plaatse en gaat het gevecht met de Predator aan. Het gevecht verplaatst zich naar het dak van het gebouw, waar Harrigan de Predator over de rand gooit. De Predator blijft aan de rand hangen en probeert zijn zelfvernietiging te activeren. Harrigan snijdt met een van de wapens van de Predator diens arm en polscomputer door en voorkomt zo een explosie. De gewonde Predator valt van het dak en trekt zich terug in de kelder van het gebouw, waar zijn ruimteschip staat. Hier confronteert Harrigan de Predator nog eenmaal, en doodt hem.
Dan komen vanuit het ruimteschip meer Predators tevoorschijn. Een aantal dragen hun dode soortgenoot weg, terwijl de leider Harrigan een antieke pistool geeft als teken van respect. Daarna vertrekken de Predators, maar Harrigan weet dat ze zeker terug zullen komen.

## Rolverdeling
| Acteur                | Personage        |
| --------------------- | ---------------- |
| Danny Glover          | Mike C. Harrigan |
| Gary Busey            | Peter J. Keyes   |
| Rubén Blades          | Danny Archuleta  |
| Maria Conchita Alonso | Leona Cantrell   |
| Bill Paxton           | Jerry Lambert    |
| Robert Davi           | Phil Heinemann   |
| Lilyan Chauvin        | Irene Edwards    |
| Cory Rand             | Ramon Vega       |
| Kent McCord           | B. Pilgrim       |
| Henry Kingi           | El Scorpio       |
| Calvin Lockhart       | King Willie      |
| Julian Reyes          | Juan Beltran     |
| Adam Baldwin          | Adam Garber      |
| Morton Downey jr.     | Tony Pope        |
| Charlie Hauck         | Charlie          |
| Sylvia Kauders        | Ruth             |
| Vonte Sweet           | Sweet            |
| Ronn Moss             | Jerome           |
| Brian Levinson        | Anthony          |
| Kevin Peter Hall      | Predator         |

## Achtergrond

### Productie
Arnold Schwarzenegger, die in de eerste film de rol van "Dutch" had vertolkt, werd gevraagd deze rol opnieuw te vertolken in de tweede film. Schwarzenegger was echter tegen de film omdat hij niets zag in het concept. Bovendien werd hij ook al benaderd voor Terminator 2: Judgment Day, waar hij uiteindelijk de voorkeur aan gaf. Het personage Peter Keyes werd daarom geïntroduceerd als vervanger voor Dutch.
De Predator kreeg voor de film een iets ander uiterlijk dan zijn voorganger, zoals een kleiner voorhoofd, helderdere huidskleur en een groter aantal tanden.

### Notities
- Tussen de monsterlijke trofeeën aan de muur van het Predator-schip is de schedel van het monster uit de Alien-films te zien. Deze korte scène leidde tot een vlaag van geruchten over een film waarin de aliens en de Predators het tegen elkaar zouden opnemen. Deze scène was bedoeld als verwijzing naar de succesvolle stripreeks van Alien vs. Predator die in 1989 gestart was. Vele stripboeken en een serie computerspelletjes (Aliens versus Predator) volgden. In 2004 kwam er eindelijk een film over in de bioscoop: Alien vs. Predator van Paul W.S. Anderson. In 2007 volgde Aliens vs. Predator: Requiem, een rechtstreeks vervolg op voorgaande titel.
- Elpidia Carrillo is even te zien als Anna op archiefbeeld uit Predator op een monitor, waarin zij als enige vrouw speelde.

### Ontvangst
Vanwege de hoge mate van gewelddadige scènes, was Predator 2 de eerste film die bij uitgave de nieuwe NC-17 rating kreeg van de Motion Picture Association of America. Een herziene versie met minder geweld kreeg een R-rating.
De film werd met gemengde reacties ontvangen, maar heeft in de loop der jaren net als de eerste predatorfilm een cultstatus gekregen. De film bracht genoeg op om de productiekosten terug te verdienen, maar de totale opbrengst viel de producers toch tegen.

### Boekversie
Van de film werd ook een boek gemaakt. Hierin wordt dieper ingegaan op bepaalde details, zoals wat er met Dutch is gebeurd na de eerste film. Hij zou in een ziekenhuis zijn opgenomen met stralingsziekteverschijnselen. Na zijn ontsnapping uit dit ziekenhuis werd er niets meer van hem vernomen.
Het boek vertelt het verhaal van de film ook deels vanuit het perspectief van de Predator zelf. Zo komt de lezer onder andere te weten waarom de Predator Cantrell niet doodde toen hij haar zwangerschap ontdekte.

### Opvolger
Na 1990 verscheen er lange tijd geen Predator-film meer, alleen de cross-over Alien vs. Predator. Op 8 juli 2010 kwam alsnog internationaal een vervolg uit op de Predator reeksen, genaamd Predators. De film was vanaf 29 juli 2010 te zien in de bioscopen van Nederland. De hoofdrol van de film werd gespeeld door Adrien Brody.

## Prijzen en nominaties
In 1991 won Predator 2 een Cinematographer of the Year award van de Australian Cinematographers Society.
Datzelfde jaar werd de film ook genomineerd voor een International Fantasy Film Award in de categorie beste film.
In 1992 werd Predator 2 genomineerd voor 3 Saturn Awards: beste make-up, beste sciencefictionfilm en beste special effects.